# Бусько, Александр Владимирович
Александр Бусько (род. 15 сентября 1982, Львов, УССР) — белорусский журналист.

### Биография
Родился 15 сентября 1982 года в городе Львов. Окончил Самохваловичскую среднюю школу в 1999 году. Работал специальным корреспондентом и политическим обозревателем телеканала «ОНТ», специалистом Управления Белорусской железной дороги, начальником информационно-издательской службы РУП «СтройМедиаПроект», продюсером в журнале «Железный мир» (Россия). Автор идеи, автор сценария и ведущий проекта Новости Белорусской железной дороги. Автор сценария документальных фильмов «Национальная безопасность. Коэффициент надежности»  и     «Академия управления. Первая четверть века» (Белтелерадиокомпания).

### Награды
- Лучший журналист телеканала ОНТ — 2010 год;
- Благодарность Архивная копия от 2 февраля 2017 на Wayback Machine Президента Республики Белоруссия — 2011 год;
- Телевершина[1] («Национальная безопасность. Коэффициент надежности» — лучший документальный фильм 2015 года) — 2016 год.